# Entomodestes coracinus
Entomodestes coracinus е вид птица от семейство Turdidae.

## Разпространение
Видът е разпространен в Еквадор и Колумбия.